# Conclave de 1423
O conclave papal ocorrido em 10 de junho de 1423 resultou na eleição do Papa de Avinhão Clemente VIII, embora com jurisdição apenas da região de Peñíscola. Este conclave foi o último do Cisma do Ocidente, que dividiu a Igreja Católica por cerca de 40 anos.

## O antigo Papa Bento XIII
Bento XIII não considerou seu depoimento, publicado em 26 de julho de 1417 pelo Concílio de Constança e pelo resto de sua vida ele se considerava como o legítimo papa, embora nos anos de 1416-1418 deixou todos os seus cardeais e aqueles que o apoiam antes dos monarcas de Aragão, Castela, Navarra e Escócia. Permaneceu com ele apenas um punhado de seguidores, e o governante secular leal a ele era apenas João IV, conde de Armagnac. O comando da Igreja de Avinhão, depois de 1417 anos, estava em Peñíscola, perto de Valência. O rei Afonso V de Aragão, embora considerasse legítimo o Papa Martinho V e tivesse cercado Peñíscola, recusou-se a aplicar solução pela força em relação a Bento XIII. Isto envolveu uma reivindicação à coroa do reino de Nápoles por Afonso, que era um feudo dos Estados Papais. O rei tratou o antipapa como seu grande trunfo no caso de Martinho V se opor às suas pretensões, ainda cercado pelo discreto favoritismo em alguma contenda.

## Lista de participantes
Bento XIII morreu em 29 de novembro de 1422 com a idade de 80 anos. Dois dias antes de sua morte, chamou um consistório, que nomeou quatro cardeais entre o clero e os fiéis comprometidos a escolher o seu sucessor. Três deles foram, então, em Peñíscola e mais tarde participaram no conclave:
- Julián Lobera y Valtierra, decano
- Ximeno Dahe
- Domingo de Bonnefoi, O.Cart.

## Cardeal ausente
Uma das cardeais, Jean Carrier, estava em Armagnac, na França, e chegou depois que a eleição havia acontecido.

## A eleição
A morte de Bento XIII foi alguns meses escondido por seus seguidores. Não era segredo após 10 de junho em Peñíscola, quando estavam presentes três cardeais reunidos no conclave e eleito para o papado, recomendado a eles pelo rei Afonso V, o arcipreste de Teruel, Gil Sanches Muñoz y Carbon, um dos companheiros mais fiéis de Bento XIII, que tomou o nome de Clemente VIII. Graças ao apoio de Afonso V (ao contrário concedido aos bispos de Aragão e da rainha Maria de Castela) por mais seis anos manteve a sua reivindicação à dignidade do Papa. Abdicou em 26 de julho de 1429 e foi nomeado bispo de Mallorca, onde permaneceu até sua morte, em 28 de dezembro de 1446.

## Papa Bento XIV
O pseudocardeal Jean Carrier, titular de San Stefano al Monte Célio, que estava ausente da eleição do antipapa Clemente VIII decidiu, após consulta a teólogos e canonistas, que a eleição era inválida porque "foi feito por mentirosos, ladrões e excomungados" e declarou que só ele tinha o direito de preencher a Santa Sé. Carrier reuniu um notário e várias testemunhas em Armagnac, na França, em 2 de novembro de 1425 e designou como papa Bernard Garnier, sacristão de Rodez, na França, e consagrou-o. Ele tomou o nome de Bento XIV. Pouco depois de sua eleição este antipapa desapareceu da história e nem mesmo a data de sua morte é conhecida.